# Homosexualität und Transgender in Cartoons und Kinderserien
Homosexualität und Transgender in Cartoons und Kinderserien ist ein weltweit umstrittenes und häufig tabuisiertes Thema in öffentlichen und privaten Medien wie Literatur, Fernsehen, Film und Internet. Besonders Kinderkanäle wie zum Beispiel Nickelodeon, Nicktoons, KiKa und Disney Channel geraten immer wieder in den Fokus von Kritikern, Familienorganisationen, Elternverbänden und Kirchen, weil sie nach deren Dafürhalten Inhalte veröffentlichen, die oft als „nicht kindgerecht“ und/oder gar als „unzüchtig“ wahrgenommen werden.

## Kontroversen

### Hintergründe
Viele weltweit bekannte und populäre Cartoon- und Kinderserien geraten immer wieder in den Fokus von Kritikern und diversen Familien- und Kirchenorganisationen, besonders in westlichen Ländern. Obwohl viele der Kinder- und Anime-Serien ursprünglich eben für Kinder konzipiert wurden, weisen einzelne Episoden mehr oder weniger gelegentlich Elemente, Gesellschaftsthemen und Handlungen auf, die eindeutig als „nicht kindgerecht“ eingestuft werden können. Hauptaugenmerk der Kritiken sind Gewalt verharmlosende Szenen und sexuelle Anspielungen, die sich gemäß Kritikern wie zum Beispiel Heather Hendershot immer häufiger in einzelnen Episoden wiederfinden ließen und die mittlerweile kaum noch vertuscht würden. Dabei bedienten sich zahlreiche Produktionskanäle wie Nickelodeon und Cartoon Network des „dreisten“ Arguments, dass Erwachsene die Serien kaum schauen würden, eben weil sie „typische Kinderserien“ seien – und Kindern würden die Anspielungen ohnehin entgehen.

### Problematik
Laut dem US-amerikanischen Marktforschungsunternehmen Nielsen Media Research (NMR) jedoch besteht das allgemeine Publikum bei vielen Kinderserien inzwischen zu mindestens einem Drittel aus Erwachsenen zwischen 18 und 48 Jahren. Ergänzend weist NMR darauf hin, dass Serien wie zum Beispiel SpongeBob Schwammkopf und Yu-Gi-Oh! nicht nur auf Kinderkanälen zu entsprechenden Wochenend-Uhrzeiten (also am frühen Vormittag), sondern auch auf Erwachsenenkanälen wie MTV und Netflix zu später Nachtstunde laufen. Dazu bestünde jedoch kein Grund, wenn diese Sender wirklich sicher wären, dass gewisse Serien reine, unschuldige Kinderserien seien, die für Erwachsene uninteressant sind. Außerdem wurden inzwischen einige Episoden aus gewissen Kinderserien aufgrund ihres Inhaltes und darauf bezogener Kritik aus dem Vormittagsprogramm genommen.
Auch in beliebten Mangas und Cartoons lassen sich Charaktere wiederfinden, welche gemäß konservativen Familienorganisationen und Literaturkritikern Lebens- und Verhaltensweisen hegen, die zuweilen als „anzüglich“ bis „unzüchtig“ und „nicht kindgerecht“ wahrgenommen werden können. Dabei sei unerheblich, dass es sich um fiktive Charaktere handele. Das Problem sei, dass Kinder sich allzu häufig mit ihren Helden und/oder deren Antagonisten identifizierten und nicht selten deren Verhalten imitierten. Daher sei es – neben den Eltern – Aufgabe und Verantwortung der Zeichner und Serienproduzenten, eben darauf zu achten, dass das Verhalten und die Lebensweisen von Trick- und Serienfiguren vorbildlich, kindgerecht und frei von Anzüglichkeiten und sexuellen Anspielungen sind. Genau dies werde aber oft zugunsten von Profit, Beliebtheit und Ruhm vernachlässigt oder gar willentlich ignoriert. Fandom und Merchandise seien oft wichtiger.
Im Falle diverser Animeserien sei zusätzlich problematisch, dass diese fast immer auf Roman- und Comicliteratur zurückgehen, die von Anfang an gar nicht für Kinder vorgesehen war (bekannte Beispiele: Inuyasha und Yu-Gi-Oh!). Erschreckend sei dabei die geradezu zwanghaft und rücksichtslos durchgeführte Umsetzung adulter Comics, Mangas und Serien in stark verniedlichte und verkitschte Kinderserien, koste es, was es wolle. Bei dem Versuch, diese einem breiten Kinderpublikum zuzuführen, würden nämlich viele adulte Elemente entweder übersehen oder geflissentlich mehr oder weniger versteckt mit eingebaut. Alternativ würden einfach Geschlechterrollen umgeschrieben, um beispielsweise lesbische Paare in „normale Heteropärchen“ zu verwandeln (bekanntestes Beispiel: Sailor Moon). Dabei würden sich diese „Korrekturversuche“ oft als „oberflächlich“, „plump“ und „leicht durchschaubar“ entpuppen. Die Gefahr, dass auch kleinere Kinder gewisse Anzüglichkeiten doch bemerkten und hinterfragten, werde dabei maßlos unterschätzt oder gar eiskalt in Kauf genommen. Die Änderung von Geschlechterrollen in Comics und Trickfilmen wird deswegen zunehmend auch von Jugendlichen kritisiert, die mit den Originalvorlagen vertraut sind und deshalb ganz genau wissen, dass in den Romanen und Mangas schwule oder lesbische Pärchen vorkommen.

### Sexismusvorwürfe
Neben der vorgeblichen Homosexualitätspropaganda in Cartoons und Animes stellen auch gewisse Sexismusvorwürfe und Genderdiskriminierungen einen häufig wiederkehrenden Streitpunkt dar. Beliebtes Schaubeispiel hierfür ist die Anime-Serie Sailor Moon. In dieser Serie spielen weibliche Heldinnen die tragende Rolle. Während die Protagonistinnen dabei selbstbewusst bis forsch und kämpferisch auftreten, spielen männliche Helden eindeutig eine eher untergeordnete Rolle und sind zahlenmäßig weit unterlegen. Mehr noch: in fast allen Episoden siegen durchweg die Frauen, nur selten wird auch mal einem Mann ein Triumph gegönnt. Das hat unter Fernsehkritikern und Animefans gleichermaßen für Kontroversen gesorgt. Sailor Moon verweibliche die Zuschauer und stelle Männer als Schwächlinge dar. Frauen seien überlegen und unantastbar, Männer hingegen würden zu „schmückendem Beiwerk“ degradiert. Selbst wenn ein Mann die Gelegenheit bekäme, eine Protagonistin aus einer misslichen Lage zu befreien, dann nur, weil sie ihn ausdrücklich dazu aufgefordert habe. Männer seien in dieser Serie eindeutig den Frauen zu Diensten. Dies spiegele sich auch in den Feindesrollen wider: bis auf zwei Ausnahmen sind alle Gegner und Bösewichte Männer oder Transgender.

## Prominente Beispiele

### Sailor Moon
Als eines der bekanntesten Beispiele für Zensur und Diskriminierung homo- und transsexueller Figuren und Handlungen aus Roman- und Mangaliteratur gilt jenes der späteren Anime-Reihe Sailor Moon. In diesem Jugendroman, der sich um die tollpatschige Heldin Usagi „Bunny“ Tsukino dreht, treten zwei Kriegerinnen (benannt nach Planeten) namens Haruka „Uranus“ Tenoh und Michiro „Neptun“ Kaioh auf. Beide sind älter als die Protagonistin und ein offen lebendes Lesbenpaar. In der Romanreihe scheuen sich beide nicht, ihre Liebe und Treue zueinander zu zeigen und sie offen auszusprechen. In Japan, aus der Roman und Anime stammen, wurde es kaum als problematisch, jugendgefährdend oder gar unzüchtig betrachtet, dass im Anime offen lesbische, schwule oder androgyne Charaktere auftreten. Man war sich von Anfang an bewusst, dass die Serie für Jugendliche und junge Heranwachsende konzipiert und gestaltet war. Generell geht die japanische Gesellschaft und Kultur in gewissen Punkten deutlich offener mit den Themen „Homosexualität“ und „Transgender“ in Fernsehserien und Mangas um. So fand sich schnell eine breite Fangemeinde ein, welche die lesbische Beziehung zwischen „Neptun“ und „Uranus“ akzeptierte und/oder begrüßte.
Als aber die Animeversion des Romans dem westlichen Fernsehen bekanntgemacht werden sollte, wurde sie mit Zensuren und Script-Änderungen überhäuft, die von Fans wie Kritikern gleichermaßen teilweise als „empörend“ und „diskriminierend“ verurteilt wurden (und werden). Weil besonders US-amerikanische Sender die Serie unbedingt einem jüngeren Publikum zuführen wollten, mussten „Uranus“ und „Neptun“ als Erste zensiert werden: US-amerikanischen Familien- und Kirchenorganisationen kam es einem Affront gleich, dass ein Lesbenpaar vor den Augen ihrer Kinder auftreten sollte. Also wurden aus einem Liebespaar zwei Cousinen, die sich „lediglich gut verstehen“. Dabei wurden jedoch etliche anzügliche Bemerkungen und Gesten übersehen, die für familiäre Verwandtschaftsverhältnisse unangemessen sind. Um die Zensur besser vertuschen zu können, ersetzte man in den meisten nicht-japanischen Synchronisationen die weiblichen Sprecher durch männliche.
Aber auch Antagonisten blieben nicht verschont: Nach Edelsteinen benannt, wurde aus dem offen gelebten Schwulenpaar Zoisite und Kunzite ein heterosexuelles Brüderpaar. Der androgyne Antagonist Nanami „Fisheye“ Uokawa besitzt im Original die Fähigkeit, sein Geschlecht nach Belieben zu wechseln. In der „kinderfreundlichen“ Version wurde er kurzerhand zur Frau. Auch wird in amerikanischen wie europäischen Versionen verschwiegen, dass Nanamis Ehemann von der Androgynie weiß, sich aber nicht darum schert. Andere Charaktere wurden in der US-Version komplett aus der Serie gestrichen: Der königlichen Armee der Sailor Starlights wurde jeglicher Auftritt verweigert, weil auch deren Soldaten von männlich zu weiblich wechseln, wenn sie sich verwandeln. Außerdem wird mehrfach angedeutet, dass die Befehlshaberin der Armee in Usagi verliebt ist.

### Erdferkel Arthur und seine Freunde
Die erste Folge der 22. Staffel der Serie Erdferkel Arthur und seine Freunde mit dem Titel Mr. Ratburn and the Special Someone, in der Herr Rattenmeier, der Klassenlehrer der Titelfiguren, seinen Lebenspartner ehelicht, wurde von vielen Zuschauern und Kritikern positiv bewertet, da die Serie so zur Erhöhung der Sichtbarkeit von LGBT-Personen beitrage. Am Tag der Premiere waren jedoch sowohl bei Alabama Public Television als auch Arkansas Educational Television Network statt Mr. Ratburn and the Special Someone Wiederholungen älterer Arthur-Folgen zu sehen, in einer Stellungnahme schrieb der APT-Programmdirektor Mike McKenzie, dass Eltern dem Sender anvertrauten, Programme auszustrahlen, die Kinder auch ohne elterliche Aufsicht ansehen könnten. Auch sei Arthur unter Kindern beliebt, die jünger als die eigentliche Zielgruppe seien. Da die meisten Eltern den Inhalt der Episode im Vorfeld nicht kennen würden, egal, ob sie mit diesem einverstanden seien oder nicht, wäre die Ausstrahlung der Folge ein Vertrauensbruch. Eine ähnliche Aussage traf auch Julie Thomas, Marketing-Direktorin bei AETN, laut der die Folge im Bundesstaat nicht gezeigt wurde, da vielen Eltern das Thema vor der Erstausstrahlung nicht bekannt gewesen sei. One Million Moms, eine Sparte der christlich-fundamentalistischen Organisation American Family Association, schrieb auf ihrer Webseite, dass Arthur nicht mehr rein sei, da die gleichgeschlechtliche Ehe in der Episode normalisiert und glorifiziert werde.
Laut der GLAAD-Direktorin Sarah Kate Ellis seien in einer Zeit, in der sich LGBT-Sichtbarkeit auch im Familien- und Kinderfernsehen auf einem Allzeithoch befände, derartige Zensur-Angriffe nicht nur kleinlich, sondern auch ein aussichtsloser Kampf. Die Medien müssten die Methoden LGBT-feindlicher Organisationen und Einzelpersonen aufzeigen, auch bräuchten LGBT-Kinder und ihre Familien Fernsehsender, die die Interessen der gesamten Öffentlichkeit abbildeten. Die Episode wurde schließlich auf Initiative von Rachel Morgan, Kreativ-Direktorin des örtlichen Sidewalk Film Festival, in einer Methodisten-Kirche in Birmingham gezeigt. Marc Brown, auf dessen Büchern die Serie basiert, äußerte seine Zufriedenheit über die vielen positiven Reaktionen auf die Folge und behauptete, dass sich Kunst und Leben gegenseitig reflektierten, Kinder sollten sehen, was in der Welt passiere.
Einen ähnlichen Vorfall gab es bereits im Jahr 2005. In der Episode Sugartime! des Arthur-Ablegers Postcards from Buster trifft Buster in Vermont in einer kurzen Szene auf zwei lesbische Paare mit Kindern. Die damalige Ministerin für Erziehung und Wissenschaft Margaret Spellings verlangte von PBS, alle öffentlichen Mittel zurückzuzahlen, die für die Produktion der Folge verwendet wurden, da viele Eltern nicht wollten, dass ihre Kinder in der Episode gezeigten Lebensstilen ausgesetzt werden. PBS entschloss sich, die Folge nicht zu zeigen, allerdings wurde sie von mehreren PBS-Affiliaten wie WNET in New York City, KCET in Los Angeles, KERA-TV im Dallas-Fort-Worth-Metroplex sowie WGBH-TV in Boston (der die Episode auch an die weiteren Sender weiterleitete) ausgestrahlt. Zudem wurde sie mit drei weiteren Episoden auf der VHS- und DVD-Kollektion Buster's Outdoor Journeys veröffentlicht.

### Sesamstraße
Ernie und Bert
Bei Ernie und Bert handelt es sich um zwei Charaktere aus der bekannten und beliebten Kinderserie Sesamstraße. Sie werden durch Handpuppen dargestellt. Die beiden Freunde leben zusammen und teilen sich dabei auch das Schlafzimmer. Dies führte schon früh zu dem Gerücht, sie könnten ein Paar sein. Bereits 1980 verglich der Autor Kurt Andersen in seinem humoristischen Buch The Real Thing Ernie und Bert mit anderen homosexuellen Paaren, die diskret zusammenlebten. 1993 führten Briefe von besorgten Zuschauern dazu, dass die Produzenten der Sesamstraße klarstellten, dass Ernie und Bert kein schwules Paar seien. Stattdessen sollten sie Kindern zeigen, dass auch Menschen, die sich stark voneinander unterschieden, gute Freunde sein könnten. Im Januar 1994 versuchte ein Geistlicher, mit Hilfe eines Gesetzes gegen Homosexuelle, die beiden aus dem Fernsehen in North Carolina zu verbannen. Auch in Deutschland wurden die Gerüchte um Ernie und Bert aufgegriffen. So waren sie 1997 auf dem Cover des Süddeutsche Zeitung Magazins mit dem Titel „100 Jahre Schwulenbewegung“ zu sehen. Zudem stellte die RTL-Sendung Freitag Nacht News die beiden in ihren Rubriken Bernie und Ert und Popo Club als Homosexuelle dar.
2013 veröffentlichte der Zeichner Jack D. Hunter in einem Blog auf der Blogging-Plattform Tumblr sein bekanntes und umstrittenes Kunstwerk Moment of Joy (dt. „Moment der Freude“). Auf der farbig gestalteten Grafik sind Ernie und Bert von hinten zu sehen, die auf einer Couch sitzen. Bert, der vom Betrachter aus rechts sitzt, hat seinen linken Arm um Ernies Schultern gelegt. Ernies Kopf liegt auf Berts Schulter. Die Lichtverhältnisse sind dunkel, das einzige Licht scheint vom altmodischen, mit einer Antenne ausgestatteten Fernseher zu kommen, der vor der Couch steht und von Ernie und Bert angeschaut wird. Auf dem Bildschirm ist das offizielle Gruppenfoto des obersten Gerichtshofs in schwarz-weiß und schlechter Bildqualität zu sehen. In der unteren rechten Ecke befindet sich die Signatur von Jack Hunter.
Die Zeitschrift The New Yorker wählte das Bild für seine auf den 8. und den 15. Juli datierte Ausgabe aus. Bereits am 27. Juni 2013 erschien die Grafik auf der Webseite des Magazins. In einem kurzen Beitrag wird Hunter zitiert, dass für ihn die Entscheidung des Gerichts ein Moment sei, den alle feiern könnten. Die Veröffentlichung von Moment of Joy auf dem Cover des New Yorkers sorgte für eine Vielzahl von sehr unterschiedlichen Reaktionen. Das Cover rief unter anderem scharfe Kritik aus konservativen Kreisen hervor. So kommentierte die Zeitschrift National Review das Cover zunächst nur mit der Überschrift Innocence. Lost. (dt. „Unschuld. Verloren.“), womit sie eine sexuelle Indoktrinierung von Kindern suggerierte. Wenige Tage später folgte ein Artikel von Dennis Prager, der in dem Cover nur eines von vielen Beispielen dafür sah, dass die Linken die Kinder frühzeitig sexualisierten und damit ihrer Unschuld beraubten. Die zunehmenden Gerüchte und Mutmaßungen um Ernie und Bert sorgten für eine Antwort des Sesame Workshop, der Organisation hinter der Sesamstraße, nach der Ernie und Bert bloß beste Freunde seien und als Puppen keine sexuelle Orientierung hätten. 2018 wiederholte der Sesame Workshop sein dementierendes Statement von 2011.
Billy Porter
Am 30. Januar 2020 wurden auf den offiziellen Kanälen der Sesamstraße in sozialen Medien Setfotos veröffentlicht, auf denen der offen homosexuelle Schauspieler und Sänger Billy Porter zu sehen war. Porter trug eine Smoking-Kleid-Kombination, mit der er bereits auf dem roten Teppich der Oscarverleihung 2019 in Erscheinung trat. Porters geplanter Gastauftritt stieß bereits kurz nach der Veröffentlichung der Fotos auf Kritik, so schrieb Jason Rapert, ein Parlamentarier aus Arkansas, bei Facebook, dass Steuergelder für die Förderung der „radikalen LGBTQ-Agenda“ verwendet würden. Nachdem er damit drohte, alle Gelder für den Sender PBS per Gesetz streichen zu lassen, behauptete er in einem weiteren Post, dass junge Kinder nicht „auf Kosten der hart arbeitenden Steuerzahler mit der politischen Agenda und Weltanschauung des LGBTQ-Aktivismus manipuliert“ werden sollten. Einige Tage darauf startete die rechtskonservative Webseite LifePetitions, die sich laut Eigenbeschreibung für „Familien und Lebensrecht“ einsetzt, eine Petition gegen Porters Gastauftritt. Die Sesamstraße wolle Kinder mithilfe von Dragqueens sexualisieren, die Serie solle aufhören, der amerikanischen Jugend diese „verderbende und zerstörerische Einflussnahme“ aufzuzwingen. Porter selbst verstand nicht, was an seinem Gesang im Kleid sexuell sei, seine eigene Sexualität sei zudem Privatsache. Wem sein Auftritt nicht gefalle, solle sich die Folge auch nicht ansehen.

### SpongeBob Schwammkopf
Erste Kritiken an bestimmten, sexuellen Anspielungen wurden bereits im Oktober 2002 publiziert. Die Reporterin Sally Beatty äußerte in einem Artikel des Wall Street Journals den Eindruck, dass die Serie, speziell aber die Hauptfigur, auffällig viele Verhaltens- und Sprechweisen aufweise, die von konservativen Organisationen und Familien als „homosexuell“ und „unzüchtig“ wahrgenommen würden. Dazu gehöre beispielsweise, dass SpongeBob sich weiblich kleide und aufführe, Pomade und Lippenstift benutze und mit seinem besten Freund, Patrick Star, häufig Händchen halte. Außerdem sei es geradezu verstörend, in welchem Ausmaß Spongebob seinem Freund treu ergeben bleibe, egal, wie gemein und hinterhältig Patrick zu ihm ist (und dies komme in erschreckend vielen Episoden vor). Auch der Umstand, dass SpongeBob fast nie für sich selbst einsteht und auf selbst kleinste Unpässlichkeiten weinerlich bis geradezu hysterisch reagiert, sei nicht kindgerecht. Im Januar 2005 berichteten US-amerikanische Medien erneut darüber, dass konservativ-christliche Gruppen in den USA behaupteten, die Serie unterstütze und fördere Homosexualität. Der Hintergrund davon war, dass James C. Dobson, Gründer der christlichen Organisation Focus on the Family, öffentlich ein Musikvideo angriff, das für Toleranz gegenüber Minderheiten, Menschen anderer Hautfarbe und sexueller Orientierung warb. Bei dem Video handelte es sich um eine Neuauflage des Hits We Are Family von 1979, in dem neben SpongeBob verschiedene Figuren aus dem Kinderfernsehen auftreten. Das Video stammte von einer gemeinnützigen Organisation, die Nile Rodgers, der Autor des Liedes, nach den Terroranschlägen vom 11. September 2001 ins Leben rief. Dobson nutzte bei seiner Aktion den Bekanntheitsgrad von SpongeBob aus, um die politischen Ziele seiner Organisation bei Familien mit Kindern bekannt zu machen. Dobson behauptete allerdings nie, SpongeBob selbst sei homosexuell, dessen Verhalten fördere jedoch die Akzeptanz von Homosexualität.
In der US-amerikanischen Schwulenkultur gilt SpongeBob schon seit Längerem als schwule Figur. Sein übertriebener Optimismus, seine emotionale Persönlichkeit, sein nicht selten weichlich wirkendes Verhalten und seine Vorliebe für bunte Inneneinrichtung passen zur Camp-Kultur, die in den USA als Lebensstil von großstädtischen Intellektuellen und Schwulen gilt. Der Schöpfer der Serie, Stephen McDannell Hillenburg, lehnte solche Spekulationen zeitlebens strikt ab. Für ihn waren SpongeBob und die anderen Figuren zwar „etwas seltsam“, aber „asexuell“ (haben also gar keine wirklichen sexuellen Interessen/Neigungen). Zudem werde in der Serie häufig gezeigt, dass SpongeBob dem weiblichen Geschlecht nicht abgeneigt scheint: So hege er immer wieder eine heimliche Liebe zu seiner besten Freundin namens Sandy Cheeks.
Am 13. Juni 2020 veröffentlichte Nickelodeon einen Tweet, der für großen Aufruhr sorgte. In diesem ist ein Bild zu sehen, das aus drei Einzelbildern zusammengesetzt ist. Das erste Bild zeigt Michael D. Cohen aus der Serie Henry Danger, der transgender ist, darunter die fiktive Figur Korra aus Die Legende von Korra, welche seit Langem als bisexuell gilt. Links der beiden Bilder ist SpongeBob zu sehen, der den Betrachter anlacht. Sein Porträt ist regenbogenfarben überzogen. Mit diesem Post wollte Nickelodeon offenbar das Pride-Programm der LGBT-Gemeinde feiern. Kaum aber war der Post veröffentlicht, wurde die Kommentar-Funktion deaktiviert, auf Privatnachrichten zu dem Post wird seither nicht mehr reagiert. Befürworter wie Kritiker der Theorien um SpongeBobs sexuelle Neigung bewerten den Tweet als eine Art Geständnis, dass SpongeBob „schon immer schwul war“. Andere sehen darin lediglich einen nicht ernst gemeinten, beziehungsweise naiven Post und verweisen auf die Fiktionalität einer Zeichentrickserie.

### Steven Universe
Die Serie Steven Universe startete am 4. Mai 2013, lief bis zum 29. Januar 2019 und ist für ihren extravaganten Zeichenstil bekannt. Die Haupthandlung dreht sich um den Jugendlichen Steven Quartz Universe, der aus der Ehe eines Menschen mit einer Außerirdischen hervorging. Zusammen mit (ebenfalls außerirdischen) Wächterinnen, sogenannten Gems, bewacht Steven die Menschheit vor Monstern und Katastrophen. Zu den Gems (die allesamt weiblich sind) gehören unter anderem Ruby und Sapphire. Während des Serienverlaufs offenbart sich zwischen den beiden zunächst nur eine enge, seelische wie emotionale Bindung, schließlich aber aufrichtige Liebe. Nahe dem Ende der 5. Staffel, in der Episode „The Question“, macht Ruby Sapphire einen ergreifenden Heiratsantrag. Ruby fragt Sapphire, ob sie sie heiraten wolle, worauf Sapphire erfreut mit: „Ja klar.“ antwortet. Schließlich kommt es zu einer unzensierten Kussszene.
Die Serie Steven Universe löste schon nach den ersten Episoden Kontroversen aus. Ähnlich wie die Zeichentrickfigur SpongeBob Schwammkopf, so weist auch Steven eine Persönlichkeit auf, die nicht immer zum beliebten Klischee von „Männlichkeit“ passt: er weint in der Öffentlichkeit, zeigt seine Emotionen ohne Hemmungen und kleidet sich freiwillig in Damenkleider. Außerdem ist sein Energieschild pink. Die Schöpferin der Serie, Rebecca Sugar, ist selbst bisexuell geneigt und war nach eigener Aussage schon immer von „andersartigen“ und anders geneigten Cartoon-Charakteren fasziniert. Sie habe schon früh herauslesen können, ob sich in beliebten Kinderserien Anspielungen und Anzüglichkeiten versteckten. Als sie gleichgeschlechtliche Liebesbeziehungen in ihre Serie einbauen wollte, war ihr sofort bewusst, dass dies kein leichtes Unterfangen werden würde: während ihrer Produktionszeit erlebte sie zum Beispiel mit, wie Episoden aus Erdferkel Arthur und seine Freunde entfernt wurden, weil gleichgeschlechtliche Paare darin vorkommen. Als schließlich die „legendäre“ Kussszene zwischen Ruby und Sapphire fertig produziert war, hatte Sugar größte Mühen, ihre Auftraggeber davon zu überzeugen, dass die komplette Hochzeitsszene absolut essentiell und damit unverzichtbar für die Serie sei. Sie gewann schließlich und die Episode durfte unzensiert ausgestrahlt werden. Dabei stellt die Liebesbeziehung zwischen Ruby und Sapphire lediglich eine Art Extremform unter den gleichgeschlechtlichen Beziehungen zwischen Steven-Universe-Charakteren dar. Auch andere Gems zeigen eindeutige, gleichgeschlechtliche Interessen (zum Beispiel der Gem Pearl), unterdrücken diese aber, weil ihre Wunschpartnerin ihre Gefühle nicht erwidert (beziehungsweise, oft gar keine Notiz davon nimmt). Dabei ist bemerkenswert, dass der Anteil an lesbischen Interessen und Beziehungen in Steven Universe deutlich überwiegt.

### Story of Andi
Am 8. Februar 2019 wurde die Episode One in a Minyan der US-amerikanischen Jugendserie Story of Andi auf Disney Channel veröffentlicht. In dieser outet sich die Hauptfigur Cyrus Goodman gegenüber seiner Freundin Buffy als homosexuell. Cyrus war damit auch die erste schwule Figur einer Serie des US-amerikanischen Disney Channel. Obgleich die Folge von LGBT-Organisationen wie der Gay and Lesbian Alliance Against Defamation und der PFLAG gelobt wurde, stieß sie auch auf Kritik. Laut One Million Moms gebe Disney durch das Outing familien-freundliche Unterhaltung auf. Es sei unerklärlich, warum der Sender derartige Themen behandle, schließlich solle es familien-freundliche Unterhaltung für alle Altersklassen oder auch Sender mit reinem Kinderprogramm geben. Der Handlungsstrang sei ein riesiger Fehler, weil Disney die „wertvolle Unschuld“ der Kinder opfere. Die Organisation startete auch eine Petition, in der zum Boykott des Senders aufgerufen wurde, sollte er Story of Andi nicht unverzüglich absetzen. In Kenia wurde die Serie verboten, laut Ezekial Mutua, Vorsitzender der kenianischen Behörde für Altersfreigaben, werde jeder Versuch, schwule Programme im Land einzuführen, auf die volle Härte des Gesetzes stoßen. Homosexualität sei nicht mit der Mehrheit sowie den Werten der Bevölkerung vereinbar, zudem müsse Kindern die korrekte Information vermittelt werden, dass Familien Verbindungen zwischen Personen verschiedenen Geschlechts seien.

### Teletubbies
Im Oktober 1998 kam es wegen sprechenden Merchandise-Puppen der Figur Po zu einer Kontroverse in den Vereinigten Staaten. Mehrere Personen gaben an, neben fatty (sinngemäß Fettkloß) das Wort faggot zu hören, eine abwertende Bezeichnung für homosexuelle Männer. Obwohl das Lizenzunternehmen itsy bitsy Entertainment Co. erklärte, dass die Puppe wie in der Serie nur das Fantasie-Wort fai-dit von sich gebe, wurde sie in einigen Spielzeugläden aus dem Sortiment entfernt. Tatsächlich sagte die Puppe nicht faggot, sondern das kantonesische Wort für schneller, da Pui Fan Lee, die Darstellerin von Po, chinesischer Abstammung ist.
Im Februar 1999 erschien im National Liberty Journal des baptistischen, US-amerikanischen Fernsehpredigers Jerry Falwell der Artikel Tinky Winky Comes Out of the Closet, welcher Eltern vor der homosexuellen Agenda der Teletubbies warnte. Der Charakter Tinky-Winky sei schwul, weil seine Körperfarbe Purpur ist – dies sei eine Gay-Pride-Farbe. Seine Antenne wird mit dem Rosa Winkel in Verbindung gebracht, den Homosexuelle in nationalsozialistischen Konzentrationslagern tragen mussten und der daher später ebenfalls zu einem Gay-Pride-Symbol wurde. Tinky-Winky trage außerdem ein Handtäschchen und führe sich laut Falwell „auffällig unmännlich“ und „geziert“ auf. Im Artikel heißt es weiter, die „subtile Darstellung“ schwuler Sexualität sei Absicht und der Autor kommt zu dem Schluss: „As a Christian I feel that role modelling the gay lifestyle is damaging to the moral lives of children.“ (deutsch: „Als Christ fühle ich, dass das Vorbild des homosexuellen Lebensstils schädlich für das moralische Leben von Kindern ist.“) Aus demselben Grund wurde im Mai 2007 im stark vom Katholizismus geprägten Polen überlegt, die Teletubbies aus sämtlichen Fernsehprogrammen zu nehmen. Die Initiative ging von der polnischen Ombudsfrau für Kinder – Ewa Sowińska, Abgeordnete der Liga Polnischer Familien – aus. Kurz darauf wurde aber entschieden, dass die unterstellte Homosexualität und deren Förderung nicht zutreffe. Im Mai 2012 äußerte sich Nikky Smedley: „I think it’s embarrassing for the people who said it. What kind of person can take the obvious innocence and turn it into something else? We were hardly sexual beings.“ (deutsch: „Ich finde es peinlich für jene Leute, die das gesagt haben. Was für ein Mensch kann das offensichtlich Unschuldige nehmen und es in etwas anderes verwandeln? Wir waren wohl kaum sexuelle Wesen.“)

## Weniger bekannte Beispiele
Zu den weniger bekannten, weil seltener angeführten Beispielen gehören einige Trickfiguren aus dem Micky-Maus- und Donald-Duck-Kosmos. Der Walt Disney Company ist seit Jahrzehnten sehr daran gelegen, jegliche potentiellen Anspielungen auf Homosexualität und/oder Transgender bei ihren Trickfiguren zu vertuschen oder abzustreiten. Dies stehe laut Sean P. Griffin in krassem Widerspruch zu der Tatsache, dass offen geständige Schwule und Lesben aus den Mitarbeiterreihen der Disneystudios an diversen Comics und Trickfilmen mitgearbeitet haben. Auch bekannte Sänger und Komponisten wie zum Beispiel Elton John arbeiten für Disney. Dennoch lassen sich Charaktere aus den Disney-Produktionen finden, denen besonders in neuerer Zeit homosexuelle Tendenzen und/oder Neigungen nachgesagt wird. Im Juni 2022 wurde bekannt, dass eine öffentliche Vorführung von Lightyear in 14 islamischen Ländern im Nahen Osten und Asien verboten wurde, weil sich in dem Film zwei weibliche Comic-Figuren küssen. Berichten zufolge war der Kuss von Disney zunächst herausgeschnitten worden. Nach Protesten von Mitarbeitern des Animationsstudios Pixar wurde er aber wieder eingefügt.

### Kat Nipp
Kat Nipp ist ein wenig bekannter Charakter aus dem Micky-Maus-Kosmos und ein anthropomorpher Kater. Er ist hochgewachsen, hat eine auffällige Wampe, trägt Zylinder- oder Schlapphut und Weste und nicht selten raucht er Zigarre. Sein Charakter ist zwielichtig und schroff und er hegt eine spezielle Abneigung gegen Micky Maus. Kat Nipp taucht in nur drei Schwarzweiß-Trickfilmen aus dem Jahr 1929 auf: The Opry House, When the Cat’s Away und The Karnival Kid. Ein vorerst letztes Mal erscheint er als Comicfigur in einem Zeitungscomic aus dem Jahr 1931. Nach dieser umstrittenen Kurzgeschichte tauchte Kat Nipp nur noch in neueren Comics und auch nur äußerst selten auf, meist als zwielichtiger Herumtreiber und Kleinganove.
Die Journalisten Troy Murphy und Kathy Benjamin stellen fest, dass Micky in dem Comicstrip Mickey Mouse vs. Kat Nipp aus dem Jahr 1931 ganz klar als antagonistisch und homophob dargestellt wird: er kann es partout nicht lassen, Kat Nipps Grundstück zu belagern und Kat Nipps Bekannte zu schikanieren. Dem Bäckerlehrling beispielsweise, der gerade Kat Nipps Haus verlässt und sich auffällig „tuntig“ verhält, verpasst Micky ohne echten Grund einen Fußtritt und sagt ihm, er solle dem „großen Sahneschlucker“ (engl. orig. „big cream-puff inhaler“) von Micky grüßen. Kathy Benjamin weist darauf hin, dass Mickys Beleidigung in späteren Comicversionen aus den Jahren 1983 und 2010 verändert wurde: nun bezeichnet Micky Kat Nipp als „großen Kuchen(fr)esser“ (engl. orig. „big cake eater“) und in der neuesten Version dieser Geschichte wurde das Geschlecht des Bäckergesellen zu einer Bäckergesellin geändert. Mickys Verhalten galt in den 30er Jahren noch als „lustig“ und sollte der Unterhaltung dienen.